# Cobitis feroniae
Cobitis feroniae Novaga, Bellucci, Geiger & Freyhof, 2024, conosciuto comunemente come cobite pontino è un piccolo pesce osseo d'acqua dolce appartenente alla famiglia Cobitidae.

## Distribuzione e habitat
Questa specie è endemica dei corsi d'acqua costieri e dei canali artificiali della pianura Pontina e della piana di Fondi nel Lazio, dove frequenta tutti i principali corsi d'acqua compresi tra il bacino dell'Astura a nord (pianura pontina, provincia di Roma), e il canale Pedemontano (piana di Fondi, provincia di Latina) a sud. Una popolazione disgiunta e isolata è stata rinvenuta anche più a sud nel bacino del Sarno in Campania (provincia di Salerno).

## Descrizione
Il corpo è allungato, siluriforme, con la bocca rivolta verso il basso e fornita di barbigli. Le scaglie sono minute. La livrea è mimetica nei fondali: un fondo giallo avorio, più scuro sul dorso, con numerose linee orizzontali formate da minute macchie brune. Vicino al ventre corre una linea di chiazze tondeggianti più grosse dei punti soprastanti. Le pinne sono trasparenti puntinate di bruno.

Il maschio raggiunge una lunghezza massima di 6 cm; la femmina è leggermente più grossa, raggiungendo anche i 7,5 cm.

## Comportamento
Il Cobite pontino passa la maggior parte del tempo al riparo sotto i sedimenti del letto fluviale o negli anfratti rocciosi ed esce per brevi periodi di foraggiamento principalmente durante la notte o in zone ombreggiate, un comportamento che gli garantisce protezione dai predatori.

## Riproduzione
La riproduzione è simile a quella di altri congeneri, con fecondazione esterna, poiché è specie ovipara.

## Pericoli
L'habitat del cobite pontino è costituito interamente da piccoli fiumi e canali di pianura che hanno subito una forte influenza antropica. Questi corsi d'acqua dipendono dalle sorgenti carsiche alimentate dalle acque sotterranee, il cui livello è oggi minacciato dalla crescente captazione idrica e dai cambiamenti climatici. Le diffuse opere idrauliche eseguite negli alvei dei fiumi possono anche danneggiare ed eventualmente distruggere il microhabitat del fondo molle utilizzato dal cobite.
Tutte le popolazioni registrate di C. feroniae (tranne una nel fiume Ninfa) si trovano al di fuori delle aree protette o dei siti Natura 2000, il che suscita preoccupazione per la conservazione a lungo termine di questa specie endemica localizzata.